# سيمرايز
سيمرايز (Symrise AG) هي شركة منتجة للنكهات والعطور وتعد من الأكبر في القطاع بمبيعات بلغت 3.154 مليار يورو في عام 2018. المنافسون الرئيسيون لسيمرايز هم Döhler ‏ وفیرمنيش وجيڤودان وInternational Flavors & Fragrances ‏ و فروتارم وTakasago International Corporation ‏.

## تاريخ
تأسست سيمرايز في عام 2003 بعد اندماج شركة Haarmann & Reimer (H&R) التابعة لشركة باير مع شركة دراغوكو، وكلاهما في هولتسميندن، ألمانيا.

### هارمان وريمر
تأسست شركة Haarman & Reimer (H&R) في عام 1874 على يد كيميائيين من بلدة هولتسميندن؛ فرديناند تيمان وويلهلم هارمان، بعد أن نجحوا في تصنيع الفانيلين لأول مرة من مادة الكونيفيرين، وكانت بلدة هولتسميندن هي الموقع الذي تم فيه الإنتاج.
في عام 1953، استحوذت باير على H&R.

### دراغوكو
تأسست دراغوكو (Dragoco) في عام 1919 على يد كارل فيلهلم جيربيردينغ وابن عمه أوجست بيلمر.
وضع هورست أوتو جيربيردينغ ، صاحب الحصة الأكبر ورئيس المجلس التنفيذي في دراغوكو، جميع أسهمه في تشكيل جديد لهيكل الشركة وتم الانتهاء من الاندماج في 23 مايو 2003.

### التاريخ منذ 2003
في أبريل 2005، استحوذت سيمرايز على Flavours Direct، وهي شركة مُصنعة للنكهات والتوابل مقرها المملكة المتحدة. في يناير 2006، استحوذت سيمرايز على شركة Kaden Biochemicals GmbH ومقرها هامبورغ، وهي شركة منتجة لمستخلصات نباتية متخصصة.
في نوفمبر 2006، أعلنت سيمرايز عن خطط لبيع أسهم بقيمة 650 مليون يورو في طرح عام أولي. كما أعلنت الشركة أن مساهميها الرئيسيين، سيبيعون أيضًا أسهمًا بقيمة غير محددة. سوف يترك الاكتتاب العام ما يزيد عن 50٪ من أسهم سيمرايز في وضع تداول حر . أجرى دويتشه بنك وبنك يو بي إس الإدراج في 11 ديسمبر 2006. تم إدراج سيمرايز في بورصة فرانكفورت برمز التداول SY1. مع إصدار 81030358 سهم بسعر إصدار 17.25 يورو بحجم إجمالي قدره 1.4 مليار يورو، كان هذا أكبر طرح عام في ألمانيا لعام 2006.
في 19 مارس 2007، تمت إضافة سيمرايز إلى مؤشر الأسهم MDAX.
في مارس 2013، استحوذت سيمرايز على شركة تصنيع العطور المملوكة للولايات المتحدة Belmay Fragrances مقابل مبلغ لم يكشف عنه.
في 12 أبريل 2014، أعلنت سيمرايز عن استحواذها على مجموعة Diana Group، وهي إحدى الشركات المصنعة الرائدة للنكهات الطبيعية والمركز الأول عالميًا لحلول أغذية الحيوانات الأليفة. تم إتمام الصفقة في 29 يوليو 2014 وبلغت قيمتها حوالي 1.3 مليار يورو من أسهم رأس المال والديون.
في نوفمبر 2020، أعلنت سيمرايز عن اتفاقية شراء مع شركة Sensient Technologies Corporation، للاستحواذ على أعمالها في مجال العطور والرائحة.